# Tramwaje w Szanghaju

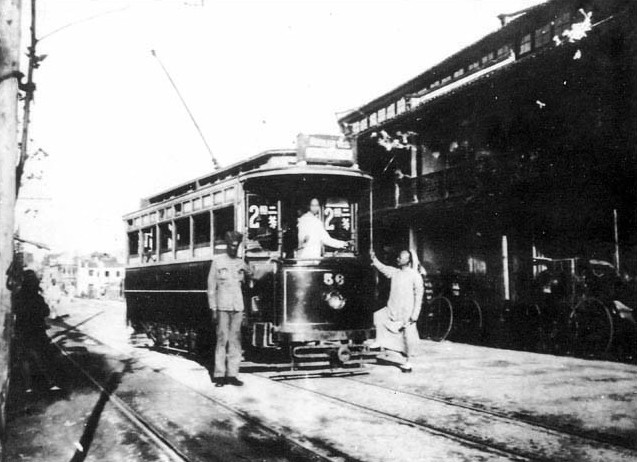
Tramwaj w Szanghaju w 1908

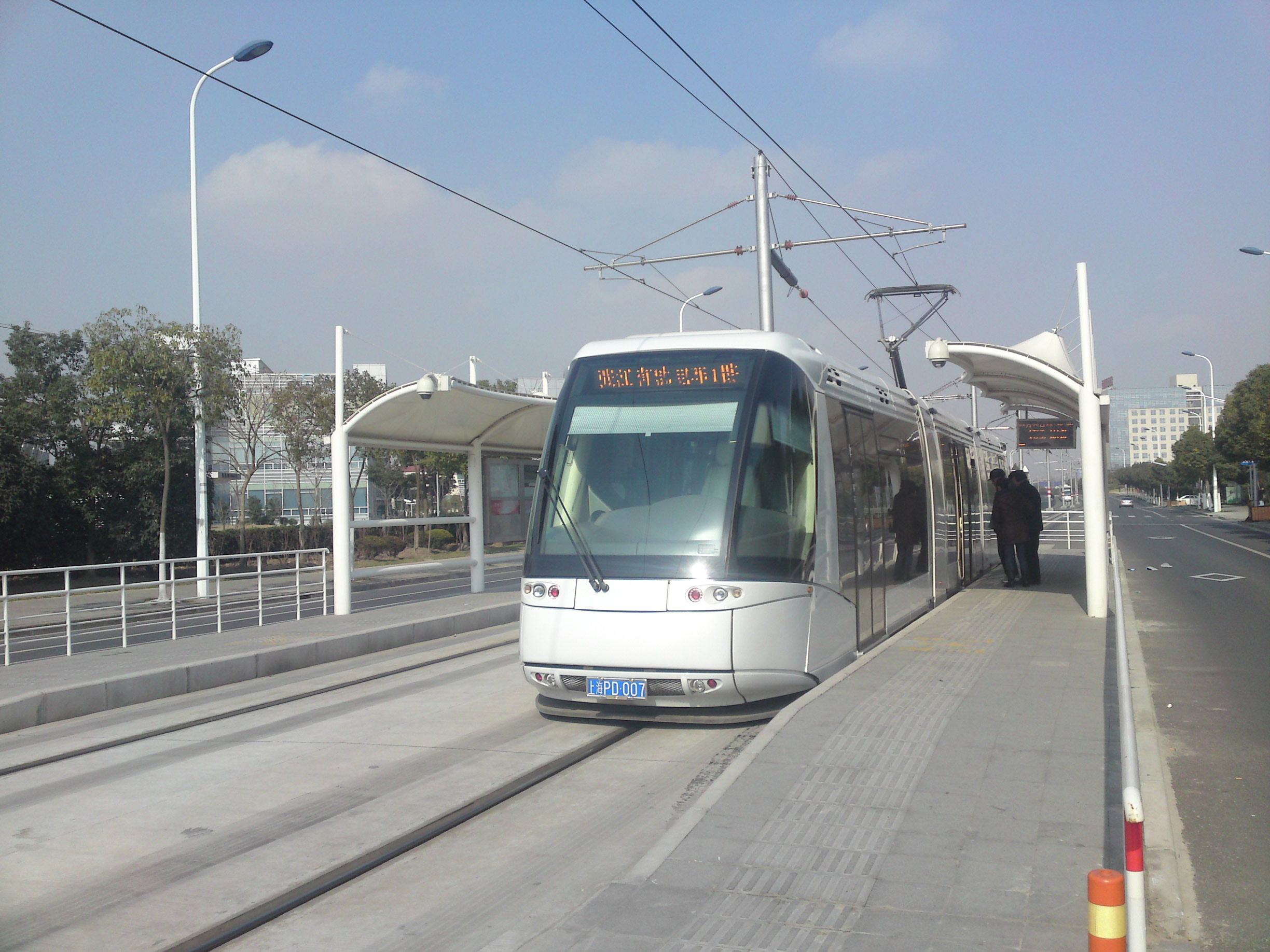
Translohr

Tramwaje w Szanghaju – system komunikacji tramwajowej działający w chińskim mieście Szanghaj.

## Historia
15 marca 1908 brytyjska spółka otworzyła pierwszy system komunikacji tramwajowej w Szanghaju. W maju 1908 francuska spółka otworzyła swoje pierwsze linie tramwajowe. Ostatnią sieć tramwajową w Szanghaju otworzyła chińska spółka 11 sierpnia 1913. Największą siecią zarządzała brytyjska spółka sieć liczyła 7 tras, po których kursowało 216 tramwajów. Sieć francuska składała się z 3 tras, po których kursowało 60 tramwajów, natomiast sieć należąca do chińskiej spółki liczyła 4 trasy o długości 23,5 km, po których kursowały 52 tramwaje. Tramwaje w Szanghaju zlikwidowano w połowie lat 70. XX w.
1 stycznia 2010 otwarto 10 km linię tramwajową zbudowaną w systemie translohr. Na linii znajduje się 15 przystanków. Linię zamknięto 1 czerwca 2023. 
26 grudnia 2018 uruchomiono pierwszy odcinek sieci konwencjonalnego tramwaju w dzielnicy Songjiang. W 2019 dokonano rozbudowy sieci, która liczy od tego czasu 34 km długości. Składa się z dwóch linii: T1 i T2 (okólnej). 